# Anthidium niveocinctum
Anthidium niveocinctum är en biart som beskrevs av Carl Eduard Adolph Gerstäcker 1857. Anthidium niveocinctum ingår i släktet ullbin, och familjen buksamlarbin. Inga underarter finns listade i Catalogue of Life.